# Debatt (TV-program)
Debatt var ett debattprogram som sänts i Sveriges Television varje vår och höst från våren 2001 till våren 2006 och varje vår och höst mellan januari 2008 och december 2015. Totalt har 518 sändningar gjorts (ej inräknat specialsändningar som Sommardebatt och Almedalsdebatter). Programmet direktsändes från TV-huset i Göteborg. I varje program debatterades olika aktuella ämnen med inbjudna gäster som diskuterade dessa frågor. Man hade ofta en huvuddebatt men även mindre debatter.
Under de olika säsongerna var bland andra Anna Hedenmo, Lennart Persson, Stina Lundberg och Janne Josefsson programledare. Hösten 2009 tog Belinda Olsson över programledarrollen, som hon i januari 2013 lämnade över till Kristina Hedberg, som fortsatte som programledare till slutet på vårsäsongen i maj 2015. Därefter varvade man bland övriga tidigare programledare fram tills programmets nedläggning i december 2015. Programledarna var annars fasta under sina perioder, men andra programledare och även programledare från tidigare säsonger hoppade in som vikarier vid vissa tillfällen.
Under alla säsonger sändes programmet ifrån en TV-studio i Göteborg, med undantag vid specialdebatter som Sommardebatt år 2005, då sändningen var från Umeå, samt vissa år då man har direktsänt debatter under Almedalsveckan på Gotland.
Debatt har en föregångare i debattprogrammet Svar Direkt, som producerades av Sveriges Television i Göteborg mellan åren 1984 och 2000.

## Om programmet

### Historia

#### 2001-2006
Den 13 februari 2001 sändes den allra första Debatt-sändningen, då med Anna Hedenmo och Lars Wiklund som programledare. Ett inslag i programmet var då att man skulle visa två subjektiva reportage som speglade två sidors syn på ett ämne. Ett annat inslag var att tittare med mobiltelefon kunde skicka in textmeddelanden till programmet som visades i rutan. Till hösten samma år byttes Hedenmo och Wiklund ut mot Lennart Persson, även om programmet behöll samma form som innan. Persson ledde sedan Debatt i tio säsonger (hösten 2001–våren 2006). Mellan dessa säsonger gjordes dock vissa spinnoffer som vid folkomröstningen om euron 2003 och EU-valet 2004, vilket programleddes av Sverker Olofsson. En annan spinnoff var under sommaren 2005 då programmet kallades för Sommardebatt och programleddes av Linda Olofsson och Helena Wink från en studio i Umeå. Den 6 juni 2006 sändes den då sista säsongen av Debatt innan programmet lades ned på "obestämd framtid". Istället ersattes programmet med ett annat debattprogram kallat Argument.

#### 2008-2015
I januari 2008 återuppstod Debatt igen på egna ben efter att Argument hade lagts ned. Upplägget för Debatt behölls som det var innan nedläggningen, även om man lade till att programledaren skulle ha en bisittare i publiken. Denna bisittare, som representerades av Axel Gordh Humlesjö, fick i uppdrag att sköta undersökningar på programmets hemsida som sedan kom att redovisas i direktsändningen. Till den nya säsongen fick programmet även en ny dekor. Stina Lundberg tog nu över som programledare efter Lennart Persson, och behöll den rollen till och med den 11 mars samma år. Därefter valde hon att hoppa av efter meningsskiljaktigheter kring programformatet, vilket gjorde att Janne Josefsson, som då var en av programledarna för Uppdrag granskning, fick ta över programledarskapet. Josefsson behöll sin tjänst ytterligare ett år innan han i maj 2009 tackade för sig och lämnade över posten till Belinda Olsson, som tog över programledarrollen hösten 2009. Under hösten 2008 kommenterades varje tisdagstema på ett humoristiskt vis av Magnus Betnér.
När Belinda Olsson tog över programledarrollen slutade Axel Gordh Humlesjö att sitta med som bisittare i programmet. Under totalt tre säsonger (hösten 2009 samt våren och hösten 2010) sändes programmet två kvällar i veckan, tisdagar och torsdagar. Tisdagssändningen var cirka trettio minuter lång, medan torsdagssändningen blev fyrtiofem minuter. Under Belinda Olssons tid som programledare hände det vid flera tillfällen att andra tidigare och icke-tidigare programledare hoppade in som vikarier, däribland Lennart Persson och Janne Josefsson. Exempelvis tog Janne Josefsson över programledarskapet under några valdebatter i Almedalen sommaren 2010. Hösten 2011 gjordes studiodekoren om igen som nu innebär att programledaren står i en mittcirkel och har publiken runt sig. I tidigare säsonger (2008–2011) hade publiken suttit på rad.
Hösten 2012 sändes en ny spinnoff, dock endast på webben, där man debatterade vid olika platser runt om i Göteborg. Programmet leddes av Sara Wennerblom Arén och gick under namnet Pratshowen. I början av december 2012 meddelade Belinda Olsson att hon skulle sluta med programmet vilket gjorde att den höstsäsongen blev hennes sista debattprogram. Sveriges Television meddelade samtidigt att Kristina Hedberg skulle bli den nya programledaren. Denna roll övertog Hedberg från januari 2013. Hösten 2013 fick programmet en ny vinjett.
Efter att vårsäsongen 2015 var avklarad meddelade Kristina Hedberg att hon skulle sluta som programledare för Debatt, samtidigt som det meddelades att programmet har för avsikt att fortsätta dock med en ny programledare. Under Almedalsdebatterna 2015 tog tidigare programledarna Belinda Olsson och Axel Gordh Humlesjö tillfälligt över programledarrollen. Till höstsäsongen 2015 meddelade SVT att man för denna säsong skulle variera programledarrollen mer då fem tidigare programledare togs tillbaka igen. Dessa var Lennart Persson, Janne Josefsson, Axel Gordh Humlesjö, Belinda Olsson och Kristina Hedberg.
Den 15 december 2015 meddelade Sveriges Television att man skulle lägga ner programmet, men att ett nytt program skulle ersätta Debatt. Det absolut sista Debatt-programmet sändes den 17 december 2015.
Från våren 2016 övertog programmet Opinion live Debatts gamla sändningstid.